# Formule 4-kampioenschap van de Verenigde Arabische Emiraten
Het Verenigde Arabische Emiraten Formule 4-kampioenschap is het nationale Formule 4-kampioenschap van de Verenigde Arabische Emiraten, opgericht in 2016. Het is opgericht door de FIA en de nationale FIA-afgevaardigde organisatie Automobile & Touring Club of the United Arab Emirates (ATCUAE), dat tevens optreedt als de promotor van de klasse.

## Geschiedenis
De Formule 4 is opgericht door de FIA in maart 2013 voor jonge coureurs die vanuit het karting willen overstappen naar formulewagens, maar andere klassen zoals de Formule Renault 2.0 en de Formule 3 niet kunnen betalen. De ATCUAE heeft in de daaropvolgende jaren gewerkt aan een Formule 4-kampioenschap in de VAE. In februari 2016 werd de klasse aangekondigd, en in oktober 2016 werd op het Yas Marina Circuit de eerste testrace gehouden. Een maand later vond op het Dubai Autodrome het eerste kampioenschapsevenement plaats.

## Format
Een seizoen bestaat normaliter uit vijf of zes raceweekenden, waarin elk vier races worden verreden. Alle races vinden plaats op het Yas Marina Circuit of het Dubai Autodrome. In 2019 vond voor het eerst een evenement plaats in het voorprogramma van de Grand Prix Formule 1 van Abu Dhabi.

## Auto
De auto's worden geleverd door Tatuus. De auto's worden gemaakt van koolstofvezel en hebben een monocoque chassis. De 1.4L turbomotoren worden geleverd door Abarth. Deze combinatie van chassis en motor wordt al gebruikt door de Italiaanse, Spaanse, ADAC en SMP Formule 4-kampioenschappen.

## Resultaten
| Seizoen | Kampioen          | Team                          | Tweede              | Derde               |
| ------- | ----------------- | ----------------------------- | ------------------- | ------------------- |
| 2025    | Emanuele Olivieri | R-ace GP                      | Alex Powell         | Kean Nakamura-Berta |
| 2024    | Freddie Slater    | Mumbai Falcons Racing Limited | Kean Nakamura-Berta | Keanu Al Azhari     |
| 2023    | James Wharton     | Mumbai Falcons Racing Limited | Tuukka Taponen      | Ugo Ugochukwu       |
| 2022    | Charlie Wurz      | Prema Racing                  | Rafael Câmara       | Aiden Neate         |
| 2021    | Enzo Trulli       | Xcel Motorsport               | Dilano van 't Hoff  | Kirill Smal         |
| 2020    | Francesco Pizzi   | Xcel Motorsport               | Lorenzo Fluxá       | Nico Göhler         |
| 2019    | Matteo Nannini    | Xcel Motorsport               | Joshua Dürksen      | Shihab Al Habsi     |
| 2017-18 | Charles Weerts    | Dragon Motopark F4            | David Schumacher    | Tom Beckhäuser      |
| 2016-17 | Jonathan Aberdein | Team Motopark                 | Logan Sargeant      | Sean Babington      |